# Islas las Llaves

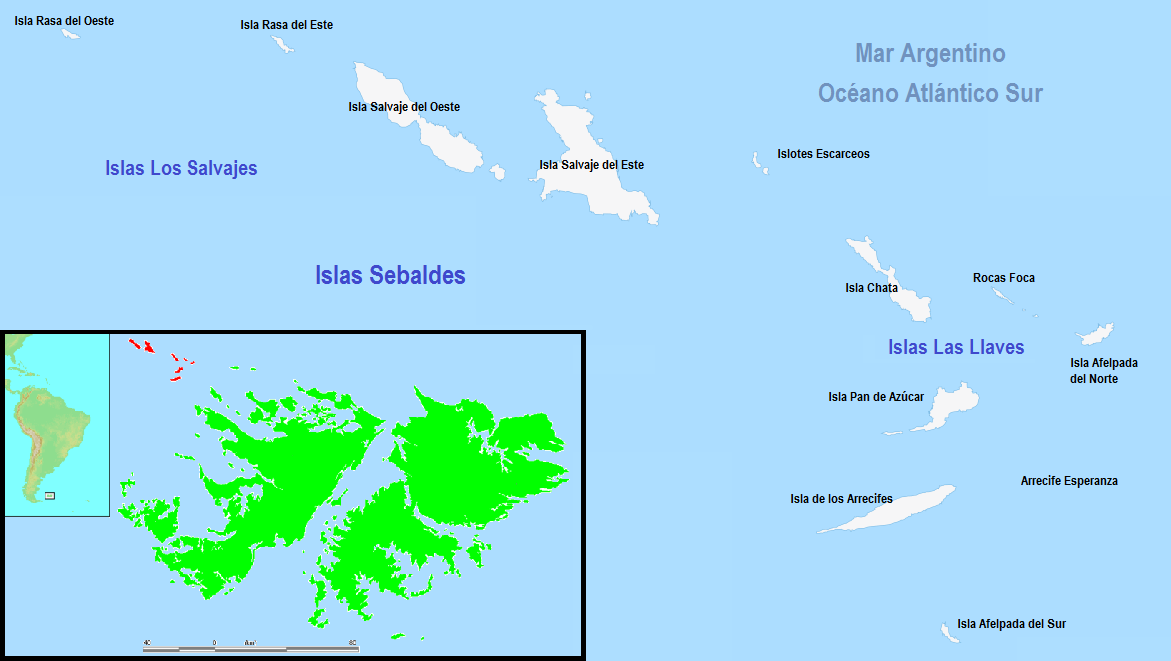
Mapa de las Sebaldes con la toponimia argentina, incluyendo el grupo de las Llaves

Las islas Las Llaves son un grupo de islas del noroeste del archipiélago de las Malvinas, encontrándose deshabitadas.  
Asimismo se localizan al noroeste de la isla Gran Malvina, entre la isla del Rosario y las islas Los Salvajes. Con estas últimas integran un grupo mayor denominado islas Sebaldes.
El grupo de las Llaves incluye las islas Chata (Flat Jason), Afelpada del Norte (North Fur), Afelpada del Sur (South Fur), de los Arrecifes (South Jason Island), Pan de Azúcar (Elephant Jason Island), las Rocas Foca (Seal Rocks) y los islotes Escarceos (The Fridays).  También se encuentra aquí el arrecife Esperanza (Hope Reef).
Las islas son administradas por el Reino Unido como parte del territorio británico de ultramar de las Islas Malvinas. Son reclamadas por la República Argentina que la hace parte del departamento Islas del Atlántico Sur dentro de la provincia de Tierra del Fuego, Antártida e Islas del Atlántico Sur.